# Лазо М. Костић
Лазар „Лазо“ М. Костић (Врановићи, 15. март 1897 — Цирих, 17. јануар 1979) био је српски статистичар, правник, историчар, публициста и професор Београдског универзитета. Костић је потицао из свештеничке породице. Зато је прво студирао богословље у Београду, да би се касније пребацио на Правни факултет. Докторирао је у Франкфурту 1923. Од половине 1920-их предавао је на правним факултетима у Суботици и Љубљани. Биран је за декана Економско-комерцијалне високе школе. За време окупације у Другом светском рату био је комесар саобраћаја у Комесарској управи Милана Аћимовића. Након ослобођења отпуштен је одлуком Суда части. Остатак живота провео је у емиграцији, прво у Немачкој а потом у Швајцарској, где је и преминуо.

## Биографија

### Младост
Лазар је рођен 15. марта 1897. у бокељском селу Врановићи (Доњи Грбаљ), гдје му је службовао отац, поп Марко Костић, 13-ти по реду свештеник из те свештеничке куће, која је дала још и три монахиње. У једној од кућа Костића у истоименом засеоку радила је најстарија народна школа на српском језику у Боки и Црној Гори (па и даље), основана 1776. године. Више од једног вијека држали су је и у њој били учитељи свештеници из куће Костића, која је изњедрила и Лаза Марковог.
Лазова мајка Даринка била је кћерка капетана Сава Петковића, поморског капетана дуге пловидбе, познатијег у Јужној Америци него у нашој земљи. Даринка је рођена на броду свога оца и до седме године је пловила са оцем и мајком широм свијета. Још у дјетињству је научила неколико страних језика. Помагала је мајци у подизању млађе браће, која су се такође рађала на броду. По удаји, као попадија, била је главна савјетодавка женама, проводаџија и бабица. Родила је шесторо дјеце: два сина и четири кћери. У то вријеме је њен отац био заповједник на неколико бродова црногорског књаза Николе. Јахту „Сан Мишел“ за књаза Николу преузео је у француској луци Нантес капетан Саво лично од бившег власника, романописца и визионара Жила Верна, и са њом уз много невоља допловио до Боке. На њој се завијорила прва српска застава на мору послије пропасти средњовјековног српског царства, па је и због тога било неприлика.
Након смрти Лазовог дједа, протојереја Лазара Ђуровог, поп Марко је примио очеву парохију (Кртолску), па је Лазо завршио основну школу у Кртолима. Класичну гимназију је, због разних невоља и ратних прилика, похађао у Котору и Задру, приватно полагао испите на Цетињу и у Сарајеву, а матурирао у Сремским Карловцима. У међувремену, када је почео рат, од аустроугарских власти је био мобилисан и као гимназијалац упућен у Школу резервних официра у Сарајеву. Октобра 1918. је дошао у Боку на краће одсуство, али се није враћао у јединицу по ратном распореду. Дезертирао је, крио се по Луштичким шумама и формирао наоружану одметничку „Српску гарду“.

### Франкфуртски доктор, секретар Државне статистике
Мијењање разних школа и приватно учење и полагање испита имало је и добрих страна. Лазо је тако више научио него што се научи током редовног школовања. По очевој жељи, у марту 1919. примљен је на Богословски факултет, али чим је чуо да је у Београду отворен Правни факултет, прешао је на тај факултет још у току школске 1919/20. године и завршио га са високим оцјенама за мање од двије године. Већ 1921. године је задовољио строге критерије и постављен је за секретара Државне статистике Краљевине СХС. То му је било судбоносно да се почне бавити демографским односима, па је уз рад ванредно завршио и Економско-социолошке студије, на чему је и докторирао августа 1923. у Франкфурту на Мајни. Дакле, за свега 4 године завршио је два разнородна факултета и докторирао, од чега је пола времена истовремено радио у државној служби на сложеним пословима, без одговарајућих стручних помоћника. Био је први високи стручњак економско-статистичких наука у Краљевини Југославији и први је увео економску статистику на факултете и у привредну праксу.
Упоредо са компликованим статистичким истраживањима и сређивањима обиља података (тада још није било електронских рачунара), Лазо се бавио и правним наукама. Постепено је обрадио цјелокупно административно право (три књиге великог формата са преко 1.200 страна), прво и једино у Краљевини Југославији, ако се не рачунају два недовршена покушаја. То су били и једини уџбеници из те области. Написао је и уџбеник Уставног права, такође први и једини у Југославији.
Упоредо са пословима у Београду, Лазо је од 1926. био ванредни професор Јавног права и на Правном факултету у Суботици. Није имао на располагању ни службено ни приватно возило. Два пута седмично је путовао у Суботицу парном жељезницом.
Исте године је изабран и за ванредног професора Економске политике и Статистике на Правном факултету Љубљанског универзитета. И тамо је био професор-путник. Да не би губио вријеме, ноћу је путовао, а дању радио. Имао је и других понуда, али их је морао одбити. Тада још није имао ни 30 година.

### Међуратни период
Од 1929. године па надаље био је редовни члан Међународног статистичког института у Хагу, и то веома активан. Учествовао је на научним засједањима тог института у Риму, Лондону, Варшави, Прагу, Берлину, Атини, у далекој Москви (тада се није путовало авионима) и у још даљем Токију. Чланство у овом међународном институту била је велика част, резервисана само за мали број свјетских експерата. Када је постао члан, имао је свега 32 године и био читаву деценију млађи од до тада најмлађег члана овог института. На засједањима није био пасиван посматрач. Подносио је реферате и учествовао у дискусијама и то на страним језицима. Одлично је владао њемачким, италијанским и француским, а добро се служио руским, чешким. Без тешкоћа и рјечника се служио литературом на латинском, старогрчком, старословенском и црквенословенском.
Године 1937. Лазо је био иницијатор и један од три оснивача Економско-комерцијалне високе школе у Београду. Та школа је убрзо достигла висок углед, а имала је ранг факултета (није била виша него висока). Касније ће прерасти у Економски факултет. Наравно, Лазо је био професор и ове високе школе, упоредо са свим осталим обавезама.
Између два свјетска рата проф. др Лазо је два пута биран за декана Економско-комерцијалне високе школе и једанпут за декана Правног факултета. Многи ће помислити да је толико рада доносило и много пара. Упркос свему, Лазо је скромно живио. Не само да није имао аутомобил и вилу на Дедињу, као његове колеге, него није имао ни властиту кућицу или приватни стан. Становао је на четвртом спрату стамбене зграде у Мутаповој улици. Имао је несрећу да му два пута буде опљачкан стан и да ту зграду погоди авионска бомба у Априлском рату 1941. године и све му уништи. Највећа несрећа га је задесила прије рата, јануара 1939, када му је умро десетогодишњи јединац Марко. Друга велика несрећа га је задесила новембра 1943, када су му Нијемци објесили млађег и јединог брата Мирка.
Осим несрећног сина, Лазо је имао и двије кћери: Гроздану, мајку познате и рано преминуле глумице Зорице Шумадинац, и Даринку, професора књижевности, дугогодишњег лектора листа „Политика“, сада у пензији.

### Други светски рат
Лазо није много цијенио кнеза Павла Карађорђевића и његову политику, али га нису одушевљавале ни мартовске демонстрације. Вјеровао је да Срби имају паметнији излаз из тешке ситуације. То га није спријечило да се јави мобилизацијском пункту по ратном распореду не чекајући позив. Желио је дати лични примјер студентима. Априлски рат га је затекао у Крагујевцу као резервног официра.
По капитулацији, вратио се у Београд и био изабран у Комесарску управу Милана Аћимовића. Комесарска управа је била обичан инструмент немачког окупационог режима, која није имала никакав привид власти.
Комесаријат је чинило 5 личности из уже Србије, 2 Црногорца, по један Херцеговац, Личанин и Бокељ (Лазо Костић). Тада се није могло знати да ли ће букнути устанак, ни што смјерају Нијемци, а био је на снази њемачко-совјетски пакт. Чим је тај пакт раскинут, Лазо је поднио неопозиву оставку. Колико је Комесаријат ублажио муке народу и колико је учинио за спас избјеглица из Словеније, Босне и Хрватске, које су похрлиле да потраже спас у Србији, тек би требало објективно утврдити и објелоданити.
Након овога се Лазо повукао, али није имао мира. Ево његових ријечи: За све време рата је тражено од мене или да нешто напишем или да одржим неки говор. Бар сто пута је то тражено од мене. И сто пута сам одбио са истим образложењем... И тако све време рата ни слова публиковао нисам, ни реч јавно проговорио нисам (док нисам 1944. пошао у шуму). Ни многи други нису писали ни говорили, али нико то од њих није ни тражио.
Милан Недић није имао никакву улогу у стварању Комесаријата, а од када је формирао своју владу, у више махова је нудио Лазу разне функције: министарство, савјетништво, предсједништво Државног савјета итд. Све је то Лазо одлучно одбијао. Од Недића ближи му је био Дража Михаиловић, али је одбио и његову понуду 1942. да му се придружи ради израде пројекта новог Устава послијератне југословенске владе. Тек кад су му пријатељи сигнализирали да му Гестапо припрема хапшење, побјегао је у шуму, али не да се оружјем бори него да се склони. У Швајцарску је стигао 1. маја 1945, што значи прије завршетка рата, и издржао вишегодишње тешке избјегличке муке.
Државни суд ФНРЈ није имао елемената да га проглашава кривим, па му је његов колега и предратни пријатељ др Милан Бартош неколико пута нудио добар положај ако се врати у земљу. Ипак су га оптужили, али то су урадиле његове друге бивше колеге. „Суд части Економско-комерцијалне високе школе“, оптужницом бр. 150, од 26. марта 1945. оптужио је проф. др Лаза Костића због дела културне, административне, привредне и политичке сарадње са непријатељем и његовим домаћим помагачем. Оптужница га је теретила и за намјеру да ликвидира ову високу школу (у чијем је оснивању учествовао). Расправљало се без присуства оптуженог, без браниоца по службеној дужности, па чак и без тужиоца. Закључак је био да се оптужница бр. 150. преда Међународном суду за ратне злочине. Ипак је на предлог ове високе школе Лазо и формално 28. јуна 1945. отпуштен их државне службе.

### Послератни период
Лазо је тешко преболио и на овај начин нанесене боли, утолико прије што су сви клеветници, „тужиоци“ и „судије“ били високошколовани Срби. Ипак га то није поколебало да читав остатак живота, од преко три деценије проведене у егзилу, посвети научној одбрани Српства. Што је све радио за Српство, то је предуга прича за ову прилику, јер би требало барем побројати објављених 80 књига (без 18 предратних) и преко 2.000 студија и полемика у разним публикацијама. Овдје ћемо поменути само нека међународна признања.
Почетком 1945. године изабран је за редовног члана Њемачког статистичког удружења у Минхену. До тада, он је био једини експерт у том удружењу из јужнословенских земаља и један од свега десет странаца у том удружењу.
Почетком 1955. године изабран је за редовног члана Америчког статистичког удружења „American Statistical Association“ у Вашингтону (6. D. С. 1108-16. Street HB) као једини из јужнословенских земаља.
Од 1960. године био је редовни члан Економског института Универзитета у Чикагу „The Econometric Society He Univesitum“ (Чикаго 37 III).
Године 1964, када још није била објављена ни трећина Лазиних дјела, основан је Српски народни универзитет „Др Лазо М. Костић“, чиме је он још за живота био посебно почашћен (1022. West National, Avenue Milwaukee). Двије године касније почео је излазити лист „Српство“, као орган СНУ „Др Лазо М. Костић“, у коме је уступан значајан простор Лази и онима који су писали о њему и његовом дјелу.
Лази Костићу није било мјеста у поратним енциклопедијама, како загребачког тако и београдског издања. А те енциклопедије су надграђиване на предратно „Свезнање“, које је максимално експлоатисано, а да аутори „Свезнања“, међу којима је и проф. др Лазо Костић, нису ни поменути. Чак ни велика и најновија „Историја српског народа“ у 6 књига са 10 томова (1994.) не помиње ни Лаза ни његова дјела.
Лазо Костић је умро 17. јануара 1979. у Швајцарској, у којој је и сахрањен на католичком гробљу. Посмртни остаци Лазе Костиће су на иницијативу уже родбине прењети фебруара 2011. из Цириха у родну Боку.

## Одабрани радови
- Костић, Лазо М. (1960). О заставама код Срба: Историска разматрања. Минхен: Ауторско издање.
- Костић, Лазо М. (1990). Спорне територије Срба и Хрвата. Београд: Досије.